# Chloroclystis flaviornata
Chloroclystis flaviornata là một loài bướm đêm trong họ Geometridae.